# 青森県の高校相撲部出身の一覧
青森県の高校相撲部出身の一覧は、青森県の高校相撲部出身の大相撲力士に関する一覧である。

## 鰺ヶ沢高校
- 海鵬涼至（小結・八角部屋）
- 安壮富士清也（幕内・安治川部屋→伊勢ヶ濱部屋）
- 安美錦竜児（関脇・安治川部屋→伊勢ヶ濱部屋）

## 金木高校
- 武州山隆士（幕内・武蔵川部屋→藤島部屋）

## 木造高校
- 舞の海秀平（小結・出羽海部屋）
- 寶智山幸観（幕内・中立部屋→境川部屋）
- 北勝森文仁（幕下・八角部屋）

## 五所川原商業高校
- 旭富士正也（横綱・大島部屋）
- 宝富士大輔（関脇・伊勢ヶ濱部屋）

## 五所川原農林高校
- 出羽の花義貴（関脇・出羽海部屋）
- 朝乃涛誠（十両・若松部屋）
- 北勝岩治（十両・八角部屋）
- 将司昂親（幕内・入間川部屋）
- 誉富士歓之（幕内・伊勢ヶ濱部屋）
- 長内孝樹（幕下・高砂部屋）

## 三本木農業高校
- 市ノ渡三四四（十両・時津風部屋）
- 阿武咲奎也（小結・阿武松部屋）
- 錦富士隆聖（幕内・伊勢ヶ濱部屋）
- 木竜皇博一（十両・立浪部屋）

## 弘前実業高校
- 栃ノ海晃嘉（横綱・春日野部屋）
- 岩木山竜太（小結・中立部屋→境川部屋）
- 高見盛精彦（小結・東関部屋）

## 八戸水産高校
- 大成道喜悌（十両・木瀬部屋）